# Ibadana cuspidata
Genre
Espèce
Ibadana cuspidata, unique représentant du genre Ibadana, est une espèce d'araignées aranéomorphes de la famille des Linyphiidae.

## Distribution
Cette espèce est se rencontre au Nigeria et au Cameroun.

## Publication originale
- Locket & Russell-Smith, 1980 : Spiders of the family Linyphiidae from Nigeria. Bulletin of the British Arachnological Society, vol. 5, p. 54-90.